# 野にかける白い馬のように
『野にかける白い馬のように』（のにかけるしろいうまのように、Run Wild Run Free）は、1969年のイギリスのドラマ映画。出演はマーク・レスターなど。

## キャスト
| 役名                 | 俳優                 | 日本語吹替                    |
| 役名                 | 俳優                 | NETテレビ版                   |
| -------------------- | -------------------- | ----------------------------- |
| フィリップ・ランサム | マーク・レスター     | 内海敏彦                      |
| ムーアマン大佐       | ジョン・ミルズ       | 宇野重吉                      |
| ランサム夫人         | シルヴィア・シムズ   | 武藤礼子                      |
| ランサムさん         | ゴードン・ジャクソン | 塚本信夫                      |
| ダイアナ             | フィオナ・フラートン | 千秋史子                      |
| レッジ               | バーナード・マイルズ | 田中康郎                      |
| 不明 その他          |                      | 若本紀昭 鈴木れい子           |
|                      |                      |                               |
| 演出                 | 演出                 | 佐藤敏夫                      |
| 翻訳                 | 翻訳                 | 森みさ                        |
| 効果                 |                      |                               |
| 調整                 | 調整                 | 山田太平                      |
| 制作                 | 制作                 | 東北新社                      |
| 解説                 | 解説                 | 淀川長治                      |
| 初回放送             | 初回放送             | 1976年8月1日 『日曜洋画劇場』 |

## スタッフ
- 監督：リチャード・C・サラフィアン
- 製作：モンヤ・ダニシェフスキー
- 製作総指揮：アンドリュー・ドナリー
- 脚本：デヴィッド・ルック
- 撮影：ウィルキー・クーパー
- 編集：ジェフリー・フット
- 美術：テッド・テスター
- 音楽：デヴィッド・ホイッテカー